# 神様は異世界にお引越ししました
『神様は異世界にお引越ししました』（かみさまはいせかいにおひっこししました）は、アマラによる日本のライトノベルおよびそれを原作としたメディアミックス作品。イラストは乃希が担当している。「小説家になろう」にて2012年9月から連載されており、書籍版が宝島社にて2014年8月から刊行されている。第2回エリュシオンノベルコンテスト（なろうコン）で受賞。

## ストーリー
日本の山奥の村の土地神の赤鞘は、江戸時代から繁栄した村が現代の過疎で10数年前に廃村となり、消滅の危機を迎えていたが、異世界・海原と中原の最高神アンバレンスにスカウトされ、異世界で各国の奪い合う魔法戦争の戦乱の地となり魔力が消えて生物が住めず結界により閉鎖された不毛の地の「見放された土地」の再生を任される。赤鞘の土地神管理能力は高いが自己評価が低く、しかも神が実在し基盤を支配し恐れられる異世界との常識に大きな差があり、さまざまな混乱とあつれきの中、多くの協力も得て「見直された土地」に改名して、異世界の地で土地神としての繁栄の地を新たに創ろうと進み始める。また母神が1年前主要神とともに去り、この世界の神力の赤字消費の続く中で、残されて怠惰な森と山野の神々の模範となればとのアンバレスの異世界再生への思いもある。これらをユーモラスな部分も込めて描く。

## 登場人物

### 神と眷族など
赤鞘
本作の主人公。本作の舞台となる世界「海原と中原」の主神アンバレンスに請われ、異界（地球）から降臨した男神。元は近世日本で武芸者として生きた男性で、武者修行の旅の途中、野武士の襲撃を受ける集落に偶然通りかかり、単身賊を討ち果たして闘死した。彼に救われた村人たちにより、遺品の鞘を御神体として尊崇を集め、村の土地神「赤鞘」となるが、現代に至り、彼が救った集落は過疎化の末に廃村となり、信仰を失った赤鞘はただ消滅を待っていた。そんな折、廃屋化した赤鞘神社を訪れたアンバレンスから、ある重要な土地の守護神となる事を請われ、これを承諾する。
神々や天使や精霊、人間他の生き物達の前には人間だった当時の姿で顕現するが、これは神通力が作る「一種の立体映像」で、よく見ると透けている。その姿は強面にして細面、三白眼で、黒い装束に赤い羽織を纏っている。赤鞘という神が宿る御神体にして神器は、前述の通り遺品の赤い鞘で、降臨の際に「中原と海原」の惑星地表に大気圏外から落着しても傷一つ付かないなど、人知を超えた存在である。また、本体が鞘である為、他の神々や天使達と違って空を飛ぶことができない。
異界の神なので信仰を力に変える効率が悪く、神通力の強大さで言えば「まだ数百年は小神のまま」とされているが、土地に恵みを垂れる霊験の大きさは「中原と海原」の神々の常識を覆す程。土地に住まう生き物達の幸せを願って、様々な恩寵を齎す（もたらす）限りない慈悲を湛えた神である。しかし元来は一集落で信仰されているに過ぎない零細な土地神であった為、「海原と中原」での神という存在の大きさに戸惑い、同時に途方もないお人好しでもあるため、容易に周囲の物事に流されてはパニックを引き起こしてしまう。なお、酒にはかなり強い。
アンバレンス
「中原と海原」の最高神たる太陽神。男神。名前は「炎で描かれた完璧な円」の意味を持つ。若い男の姿をしており、眼光は鋭く、髪は炎の様に赤い。神々の多くが土地の管理に手を抜くようになった為「中原と海原」世界は緩やかな危機に向かっており、手本を示すため、「地力を整える能力の高い神」を求めて異界（地球）に渡り、アマテラスオオカミの導きを得て、非力さを物ともしない高い技術を持つ赤鞘を自らの世界へ請い招いた。（なお、委縮してしまう事を恐れて、その意図は赤鞘には告げられていない。）「基本的にちゃらい性格」で、くだけた格好（地球のカジュアルウェア）で神々の前にふらりと現れては、雑談や酒宴をして過ごしている。一見これが最高神かという風情だがその霊験は強大無比で、「電球の明滅の様に恒星を生成消滅させる」「ただ居るだけで土地の力が落ち着く」という程。
母神
この海原と中原と他の神を生みだした母なる神。しかもグラマラスで完璧な美女。だがそれまで子供たちの神々に任せていた経営に目覚めて、すでに子供たちが運営する海原と中原ではできず、百年前に新たな世界を作って1年前に、選んだ高位神の約半分の優秀な神や、やる気のある神々と世界へ神託して旅立つ。だが人族からはキノセトル戦争の時期に重なりこの戦を起こした人族に絶望してこの世界を見離して去ったと認識され、この戦争への大きな後悔が起きた。
歌声の神・カリエネス
歌声を担当する芸術を司る神でアンバレンスの妹神。新しい世界に、古い世界の美はいらないと、母神にこの世界に残されたと思い、自分の力を認められなかったと、塞ぎ込んで閉じこもっていた。だが、赤鞘の動きにこの世界を去った兄姉神らの、絶えず土地を気にして手を加えていた細やかな働きを思い出し、この世界の再生をかけて現役復帰を宣言する。黒縁メガネをかけた幼女姿のロリ巨乳、サスペンダー釣り半ズボンに白ワイシャツ。小学生的な安全ピン留めの胸の「ゴッドソング」の名札はアンバレスに違うんじゃないの、と言われる。
水底之大神
この世界の深海底を司る神で海を大神として支配し、海を通して世界の穢れを浄化する役割をする。そのため母神に残された古くから世界を支える優秀で力の強い神である。陸の赤鞘のことを気にかけている。
エルトヴァエル
神の補佐役の天使で外見年齢登場時は15、6歳のちに20歳代で外見年齢を変化させ乳房は巨乳、貧乳にと自由にできる。背中に白い翼、頭上には金色の輪の腰まで届く美しい金髪、蒼い瞳の白い貫頭衣姿の女性天使。情報収集と分析が本来の分野で、耳は上空1000m上から人間達の会話を聞き分けられる。姿を隠す隠行もうまく速読もできる。「罪を暴く天使」のよび名で異世界・海原と中原の権力者や軍事・諜報関係者や関連の裏組織の間では畏れ敬われ「20もの国が懲罰で滅ぼされた」と噂され大きな恐怖の対象であるが、本人はこの呼び名を嫌がる。一般には「人間の悪行を調べ上げ神々に報告する天使」と認識されているがそれは誤解で、人の欲求のままのあり方と文化を肯定していておもしろい性格である。アンバレンスに赤鞘の補佐役として天界から配属され情報収集に拍車がかかるが、赤鞘の異世界神との大きな違いや知識の相違に悩みつつ精勤するが、すっかり仕事中毒になっている。土地の氾濫する精霊たちには、全て探り、鉄拳と長時間の正座と説教で制裁する、と恐がられている。最近水彦をめぐり暴力的になった、と悩むが周囲は今さらとしている。飛行能力は高いが着地が苦手で1回墜落し顔ごと地面に突っ込んだ事もあり着陸時の滞空時間が長い。
アウスエル
後段に登場する、エルトヴァエルの同僚の天使で、高速飛行で最高速度や小回りがきき取材などに向く。ただし航続可能な時間は短い。
水彦
赤鞘の男性ガーディアン、ガーディアンは神の眷族である。外見は7、8歳で赤鞘を写して黄色い肌で羽織と袴の侍風の和装であり、人間的で欲求があり気ままでわがままである。赤鞘が水に神的な力を注ぎ込み、そこに自身の血を加えて誕生した。体は水で出来ていて、非常に柔らかく、衝撃吸収性があり、水があれば大きくなり手に持つ形で刀なども作れる。水で服が作れるし、それを変化させて他者に与えられる。本来、睡眠は必要ないが睡眠を楽しむ。力は赤鞘の最初のガーディアンで強く様々な魔物を一人倒せる戦闘力と何頭も運べる怪力の持ち主で、魔法力も災害級で強いが赤鞘を倣い受けて操作が下手で使用しにくい。水彦と赤鞘の感覚は、一部が繋がると連絡が取れ、一時的に強くすれば、赤鞘は水彦の体に憑依し姿を変化させて剣術などが使える。しかし判断力や知識が弱くて一見アホっぽい。海原と中原語が片言だが日本語はすごく流暢。エルトヴァエルを「えろ」がつく様々な別名で呼び困惑させ、その巨乳に固執する。だが、その鉄拳調教に馴らされている。
土彦
赤鞘の女性ガーディアン、黒髪を持つ少女の姿で黒い着物と袴。赤鞘がまるめた土に精霊樹、世界樹、調停者の樹が知識と力を注ぎ精霊の知識を得て赤鞘の血を混ぜ誕生した。様々な建設・技術系魔法を駆使して突き進み、地下実験施設や潜水艦基地、アインファーブルまでの輸送トンネルなどいろいろな建造物と、通信とマッドアイを先端とするゴーレムによる監視と防衛システムや、マジックバッグ「ゴイ・スー・バスケット」などをつくり上げる。全て変えるという乱暴さと合わせて、お茶目な性格。お腹に魔石を魔力貯蔵器官として持つ。メガネや黒板など雑多な道具も土から作れるが、一定以上離れると土に戻ってしまう。
風彦
赤鞘の少女のガーディアン。白い肌と、一つ結びにした長く白い髪に血のように紅い瞳。純白の和服と、提灯袴に白い足袋。土を材料に赤鞘の血と風と、精霊の干渉が加わり誕生した。魔法力は弱いがその精度や知識量は高い常識人。空を飛び自由に速く移動できどこにでも入れる。エルトヴァエルが赤鞘の側近業務が多く外に出にくいので情報収集や交渉連絡の代行と、他国のアグニー族の奪還準備の目的で創られた。人に強制するような、つらい任務を命じられると悩む一面はあるが、様々な手法でうまくいくよう努力する。
エンシェントドラゴン
古代竜と呼ばれる種族で、母神がそれぞれの土地ごとの守護として生み出した天然のガーディアン。増えすぎる種は減らし、異変があれば対処し、一生を生まれた土地の生態系などの維持のために費やす。様々なブレスを駆使し、水中でも活動できる。ドラゴン種の中でも、とりわけ知能が高く人を上回り人語も話せる。約20ｍの巨体で300歳と龍としてはまだ若いが結界が張られる時に、土地を守れなかった責任感からキノセトルに殉じようとしたがアンバレンスに再開後への修行を命じられ連れ出され、結界の解除を見て帰ってきて土地神となった赤鞘に仕え、見直された土地に洞窟を造り住む。土彦が担当して直径200mの巨大な縦穴の地下数十階層に及ぶ巨大ダンジョンと化し最下層は寝床になっているが余地はいろいろ利用予定である。後段、最下層の数段上は玄関ホールと客室3フロアの高級ホテル化したが、エンシェントドラゴンの本来の年齢制限を超えた「人化」の魔法を土彦が開発し使用するダンジョンボス用の王座付きのフロアもある。

#### アグニー族
姿が美しく７歳から11歳の子供の状態のまま身体と頭脳の一部が成長が止まるため、観賞用の奴隷として狙われる人族で世界全体で約500人しかいない。ただし力仕事をしているときは、外見がゴブリンに変化する。そのためゴブリンと同一視されるが、遺伝子的には寧ろオーガに近い。ずっと同じ若さのまま生涯を閉じる不老能力があるが、人工的に魔力を枯渇させた空間に入れられると瞬間的に急激に老化する。逃げ足が速く隠れる能力も高いが例え捕まった先でも安楽に暮らせればいいといいと思いあまり考えない。メテルマギト国の研究用の捕獲作戦にあい、見放された土地の10数日の近辺の元の村から一部が罪人の森に逃げこみ、赤鞘に見直された土地となった最初の住民として認められる。ポンクテ芋の農業を主にして狩猟も行い生活している。生活能力があり来た当初は自給自足していた。そして結界へのタックルに目覚め過剰反応する。
グレッグス・ロウ
男性で金髪青眼の少年姿の、アグニー族の長老、51歳。トロルの生育がうまくて、道具作りなども得意。基本的に仕事では不得手なことがない万能型である。
マーク
若いアグニー達のリーダーで建築や土木作業が得意。陶器の窯から、家屋まで作る。アグニー基準だが種族の今後の行方をとても気にかけている。
スパン
農業が得意な、中年で結婚2年目のリア充で、村が整備されてきたので子供がほしいとの気持ちがある。
ギン
アグニー族きっての狩人で短槍を使った狩りの腕は、アグニー族のトップクラス。ニヒルで面倒見もよく、かなりのイケメンで女の子に人気だが、当人はわからず。狩りでは3羽のカラス達、特に相棒であるカーイチといいコンビである。
カーイチとカラスたち
アグニーが育てるカラスは狩りなど様々な補助をしている。カーイチはその1羽で狩りで死にかけたところを水彦が蘇生させて言葉も話せる烏天狗のような翼人に変わった女の子でアグニーの村でギンの相棒として生活する。さらに土彦に黒の全身鎧で、金属製の翼のメタルヒーローに変身できる能力を与えられる。いろいろ魔法が使えてアグニーより強くて頭もいい。
ハナコ
長老が面倒を見ているトロルで身長3mで体重1トン、直立二足歩行。どじっこ。毛むくじゃらの黒い体で強靭で、腕は人の胴回りよりも太い。畑仕事や力仕事を手伝わせている。

#### ガルティック傭兵団
あらゆる国から独立して、金で荒事を請け負う戦争屋の傭兵団。対艦戦闘や、小型戦闘機の発着が可能な大型の戦闘潜水空母艦を移動拠点にしていた。だが、見直された土地に潜水艦も潜行して入れるドッグを備えた地下の新拠点ができた。
セルゲイ・ガルティック
男性、ガルティック傭兵団長、いくつかの国では指名手配になっている。
ドクター
男性、傭兵団専属の専属魔法学者で卓越した魔法兵器運用能力をもつ。
樽男、ディロード・ダンフルール
名前や種族はかなり後に出てくる。借金取りに追われ、樽に入り転々と移動するが、呑気にその場を楽しむ男である。やがてアグニー達との交渉のためコッコ村に滞在した。顔は美形だが、白髪で、頭にねじれた角、目は虹彩は真赤で、本来白目は黒、浅黒い肌、黒い翼、鋭い鈎爪。この特徴を全て併せ持つ種族は、「海原と中原」には他に存在しない。各国の魔法技術を解析し、セキュリティーを潜り抜け情報記録魔法装置（地球ならサーバー）に侵入して中身を書き換え、ブラックリストを逃れ借金を重ね、逃亡を繰り返した。一部の業者の船舶も破壊した。
マルチナ
樽男ダンフルールに本体である魔石が埋め込まれ付属する強大な魔力の人工精霊。樽男のことを家族に頼まれていて指図もする。

### 各国や関係団体とギルド及び登場人物

#### アインファーブル
国家に所属しない、ギルド固有の所有と支配地として、あえてどこの国も避けるダンジョンや魔境の近くの森や草原の中に造られた石と土の外壁の城塞都市。高い尖塔を持つ建物が中央にあり、その周りを多くの民家や商店が囲んでいる。冒険者のための街で自由都市として発展してきた。見直された土地に一番近い都市でもある。各国に支部があるギルドの本部でもある。ギルドは、魔石を供給する世界のエネルギー生産組織で世界有数の情報機関でもあるが、それだけでなく魔獣を狩れる冒険者の数を増やすため護衛や日雇い仕事まで斡旋している。近くに大森林や巨大地下洞窟がある魔物狩りの聖地で魔石の一大生産地である。夜だけ街で休息できる冒険者に対応して別名「眠らない都市」とも呼ばれる。
“慧眼”ボーガー・スローバード
男性、世界ギルド本部長で街の代表者。リザードマンで“慧眼”や“千里眼”とあだ名される人間識別眼の持ち主で多くの人を育て抜擢する。目にしたものを、すぐに記憶し、仕事に便利だが、芸術作品などもすぐ細部まで覚え飽きてしまう不便さもある。
アニス
おいしい料理を出す食堂が併設された宿、木漏れ日亭の師匠に続く2代目人間女性オーナー店主兼料理人。魔獣の肉の調理にもたけている。アインファーブルの孤児院で育った。
キャリン
人間の男性登場時16歳、アニスとは孤児院での幼馴染。低レベルの冒険者で自動機械弓の連弩タイプのクロスボウを使用。スローバード・ギルド本部長の直命で水彦の買い物の手伝いをさせられ、水彦に引き回され他の事にも否応なく巻き込まれる。
門土 常久（もんどつねひさ）
島国の野真兎国の出身の獣人の兎人の男性で出身国の兵士サムライで帯刀する。身長160cm、大きな耳に毛皮の肌でウサギを二足歩行にした姿。修行の旅をしてアインファーブルで空腹で倒れたことがきっかけで長期滞在する。冒険者登録もしている。
バイキム
妖精なのに、鍛冶屋の弟子職人で、小さな体で槌を振るう。森にいると危険で街での職人が安全と断言する。

#### シャルシェルス教
一大宗教組織で、この世界から去った森の女神シャルシェルスを主神とする教団で、教義は単純で、「弱者を助け、守る事で、外敵から助け、病から助けよ」、心優しい、慈愛の女神の意思でもある。「山」と呼ばれる創立500年の聖域である300mの巨大寺院が総本山で世界中で活動する修行僧達を統括する。修行僧は常に旅をして、出会った人を見返りなく助け、去る。弱者を助けることは、修行であり、守るべき教義で喜びでもある。そのため修行僧は外科手術の技術と、マッサージやツボ押しも含む、高度の医療能力を持つ。また身体強化による戦闘力も高い。
コウガク
正式には「紅楽」、コボルト族の200歳を超す男性修行僧で、世界の全領域に視点を合わせ遠くを観る遠視が使える。

#### 魔道国家ステングレア
標高の高い開けた台地の内陸の大国。かつて腐敗と虚栄が固まった国と呼ばれたが、キノセトル争奪戦争を起こし、大量破壊魔法を使用したため、神の怒りにふれたと認識されたことで、国王と側近が粛清された。支配者が消えた国をドワーフの一兵士だったギノンベイル・ステングレアが国王に就任し、まとめた。その過去の過ちから、見放された土地に誰も手を出さないよう隠密達で目立たず監視と防衛してきたが、水中の探知が苦手である。原因国のくせにという批判はあるが、実は時おり訪問する天使には伝えて了解を得ている。すべての神がこの世界から去らないか恐れている。紙陣魔法が盛んだが、大きなものが動かせないという欠点がある。紙に墨などで陣と呼ばれる文様を書き、そこに魔力を流し起動させる。陣の線に沿って魔力を流すが、完全に制御できない魔力や余剰な魔力が光や熱になって発散され、制御ミスや魔力が大きすぎると、紙が燃えたりする。その困難さから上位者でもほぼ必ず光と熱が出る。紙、陣は大きく描写が太いほど扱いやすいが通常のサイズはA4くらいである。
ギノンベイル・ステングレア
キノセトル争奪戦争での支配層粛清後に一兵士からステングレア王となる。エルフと同じ200年の寿命を持つドワーフの男で登場時120歳。樽のような体型に、筋骨逞しい身体でまだ働き盛りである。
“紙くずの”紙雪斎
ステングレア諜報集団の王立魔道院筆頭で他の隠密を指揮する狼人族の男性でこの種族は腕の欠損や腹部の大きな損傷でもすぐに再生し、一生、外見年齢が固定できる。紙陣魔法の名手で“紙くずの”紙雪斎とあだ名される。1cm正方の最小の紙陣も使いこなし、熱も光も出さずに制御できる。種族特有の高い身体能力と、卓越した魔法センスで戦う。物事を深く考えるのは苦手で大きな判断は人間に任せるべきだと思っている。魔法力以外に部下の補助魔力や気の流れも利用できる。
“蛍火の”マイン・ボマー
ステングレア王立魔道院の次席の女性。ステングレアの軍事の名門貴族のボマー家の娘であり、紙陣魔法の天才で蛍ほどの光と熱しか発さず術を扱え“蛍火の”あだ名がつくが、今代の紙雪斎にまったく敵わず尊敬するようになり恋心も抱いている。見放された土地・守備隊にも参加する。

#### メテルマギト国
国民の多くをエルフが占める森林都市国家で木々が生い茂る深い森の中にあるが、世界有数の超大国でエルフ至上国家で、他の種族を見下して他国と関らない。元々は温和な種族のエルフだが虐待された歴史をたどりハイ・エルフが「虐げられたエルフの救済」組織を作りそれが現在の国家に発展する中で好戦的な軍事国家へと変化した。約1000年の長大な寿命のハイ・エルフが支配層で、貴族として議会をつくり統治し現代表はマルリヒト800歳である。首都は人工的に掘削された、広さ数10kmにも及ぶ地下空洞内にあり、内部には、高さ数100mの建物が立ち並ぶ。都市の中央の、1番大きな建物が政府関係の庁舎である。
メテルマギトの魔法技術は、彫鉄魔法で鉄を使い、呪文や、陣を使わず、魔術式を刻んだ鉄に魔力を流し入れて魔法が発動し優れた戦車や武器などを作り出せ、この世界の先端魔法技術だが、物が大きくなるのが欠点である。またモーター音のような振動音が発生する。その魔力は植物から抽出している。そのため他国と違い魔石は不要で冒険者もほとんどいない。人工精霊で自立した意思を持ち多種多様な魔術砲塔を付けたチャリオット的だが動物が曳かず自走する二輪の戦車による鉄車輪騎士団が軍の主軸である。エルフの寿命は200年と長いが老いは避けられず、それが深刻な悩みであり、不老研究のため、王の勅命により鉄車輪騎士団がアグニー族の多くを捕縛して、国民の熱狂と待望の元で国として100年計画で全長1キロの浮遊島ケルプトに収容して個体数の増加を手始めに研究中である。
“鋼鉄の”シェルブレン・グロッソ
エルフの男性、鉄車輪騎士団団長、“鋼鉄の”とあだ名されている。愛機は人工知能で会話もできる戦車シルヴリントップ。魔法開発者、兵器設計者、医者、医学研究者でもある。彼の開発力でメテルマギトが兵力を大きく高めた。別の小国で亜人迫害と軍の使い捨ての体制の中で両親を亡くし、孤児院で育ち、そこで姉弟となった義姉のハーフエルフ特有の50歳位からの急激な老化の苦しみから助けるため、自らもアグニー研究に着手する。自身の経験からもエルフ側の軍事的な常勝化を願う。大の甘党で酒のつまみもクッキーやケーキである。
“影渡り”キース・マクスウェル
エルフの男性、鉄車輪騎士団副団長で情報収集や直接の潜入調査を得意とする。愛機は下半身に着込む形状でかかと部分に車輪が取り付けられた戦車マッチバニー。一日で地球を半周すると言われ、本人は「一日あれば一周出来る」と豪語する。

#### ホウーリカ王国
中規模の国で人間至上主義国家、旧・キノセトル時代の元の所有国で失地回復を企む。楽器を奏で発動する楽器魔法を使い、また、巨大な金属のゴーレム操作も得意だが、人種差別が激しく優秀な人材が育ちにくいため、魔法技術的には平均的で突出した者は少ないが、人口が多いので戦力はある。
トリエア・ホウーリカ
人間の第四王女で、国政の多くの直接の権限を持つが、兄弟王子の暗殺計画立案など暴走する面があり牽制されつつ動く。
“鈴の音の”リリ・エルストラ
第四王女の人間の女性護衛騎士で、登場時は25歳。王国内でかなりの実力があり騎士称号をもつが、冒険者として海賊の護衛を引き受けるなど貴族らしからぬ非常に人格的に問題がある。

#### スケイスラー国
ステングレア、メテルマギトの2大国とは別の大陸にある人間の多い国家で高速船や空中船の運行を行い輸送を国の主軸にする一般的な運輸国家で大手の一つである。生産や買い付けは得意ではない。貴族がそれぞれに船を持ち、その運行を国が管理する。この世界では大掛かりな輸送運搬は会社などの個人が行う事業ではなく、国そのものが全体で行う。高い水準の魔法大系・魔剣魔法を持つが、軍事部門は最小で船などの防衛用に少数精鋭で魔法的に強化した数名の強化兵の護衛を他の輸送国家と同じく乗船させる。過去にキノセトルを運輸拠点として利益を上げ、周囲が開発されギルド都市もできてこれからの発展をというときに魔法戦争で数100m級の大型輸送船8隻と全長1km超級大輸送船2隻と共に運輸基地と空域と海域を失い、大きな打撃を受け苦労して再興したが、その拠点回復を狙う。
“スケイスラーの亡霊”バインケルト・スバインクー
元人間の男性の死霊術師で、建国時からの魔術師団の一人で2000年を経過して肉体は古に朽ち果てているが、依り代の少年の姿の人形に魂をつなぎとめて、宰相として国を運営しスケイスラーを大手輸送国家にして魔剣魔法まで作らせた。最大実力者だが王になる気はない。今後のいっそうの繁栄を目指すことだけを考えている。
“複数の”プライアン・ブルー
人間の女性で登場時26歳、共通意識の届く範囲で無限数、普通は数10人へのすべてが本体という実体分身ができる超能力ドッペルゲンガーの使い手で魔剣魔法の剣士で、各種魔法の知識、応用力、経験量と対戦力が高く、戦闘能力が突出した単独戦闘強者で分身全員を一時に殺さないと倒せない。いっぽう強烈な結婚願望があり、ひたすら結婚引退を熱望するが、条件は1時間以上並べるほど選り好みし、なかなか叶わない。そのため結婚話につられて動く。また結婚もせず死ぬのは嫌だ、と危険を避けようとするが巻き込まれる。いろいろいとお騒がせな人である。

## 舞台解説

### 赤鞘の村
江戸時代の山奥の村に赤鞘が祀られるが、当時は不作の時以外は、けっこう豊かであった。現代の過疎での無住の廃村化で10数年の時が経つ。

### 異世界・海原と中原
神が具体的に存在し総体として支配し人族に干渉し、天使が使いとして様々な働きかけをする異世界で、多様な人族がいて、最も多いのが人間。エルフ、ホビット、ドワーフの他に、人化した上位のゴブリン、コボルトなどもいて、いろいろな種族構成の国があり、今の設定では二つの大陸の数カ国に分かれる。アグニーなど村程度の少数種族もいる。地球と同じで陸より、海のほうが面積が大きい。この世界は神力が強く、神や天使や神の眷族は、魔法で様々な奇跡が行える。人族も及ばないが魔法が使える。人族はエネルギーはエルフの国メテルマギト以外はギルドの魔石に頼り科学は別の体系で魔法とも組み合わせ、戦闘機や、空中船、ホバー高速船、潜水艦があり、魔法寄りでは空中島もあり、けっこう進んでいる。物理学も発展し魔法と共に物理現象の解析も進んでいる。軍事的には各国に1、2人、個人で戦況を左右する強大な力を持つ個人戦闘者がいて兵力や、牽制などで様々に闘い、抑止力としても機能し、個人戦闘者のトップらはエルトヴァエルからも「彼らの戦闘力は異常です」と言われる。言語は一つで、文字もローマ字に似ていて統一されている。

### 天界
この世界の天にある神様たちの世界で、通常の建物でパソコンやモニターと書類で神と連なるものだけが執務しその時に神字を使う。神は人族に干渉することが多いが、力量により違い、強い力の神は制限され、赤鞘など力の弱い神は与えられる影響が少ないので、その行動に制限は無い。天使が補佐役として働き会社でいえば中間管理職的な立場。天使は国などの要人へ使いしたり、魔法封蝋で手紙を送ったりする。神は神として存在し母神が世界と神を生み、地球のように人が神になることはない。森、山、海それぞれを司る神が存在するが、母神と主要な神たちの新世界への離脱後は、中原・陸地に残された怠惰な神が多く土地の調整は手抜きで動植物は既に土地に宿る神力だけで自力で生き、神力全体でいうと赤字消費であるがいずれバランスを崩し世界が滅びる恐れがあると危惧されている。この世界の神は精神的な打撃に弱く、引きこもったり、いじけたり、過剰反撃で仕返ししたりする。天界も混乱と過労状態が続いている。

### 見直された土地（元・見放された土地）
かつて、ホウーリカ王国の領地で同国有地だったが今は所有権を放棄している。海上、航空輸送の拠点で、軍事生産地のキノセトルという繁栄していた場所で、地理的によく、非常に肥沃で雨も降り河もあり、海岸線や森のある津波や地震はない広大な土地。だが、100年前、各国の争奪の的となり戦争が起き、軍の駐屯地で軍港で、生産拠点にもなるが、ステングレアが使用した大量破壊魔法で焼き払われると周囲数10キロの土地の魔力が消え一点に凝縮する異常な現象が起き、この世界では魔力が消えると生物が住めないので荒廃する。やがては周りの地の魔力も吸収し始めこれをアンバレンスが問題視し対処する。
以下は、人々の認識ではこれが神の怒りをかい、この世界初となる各国の首都に天空映像でアンバレンスが人々の眼前に現れこの経過と戦争停止と「この土地は人間の罪深さをあらわす場所として残す」と宣言され、凝縮現象を止めるため荒れ地のまま結界で覆われ没収となり「見放された土地」と呼ばれた。やがて母神の海原と中原からの離脱と新世界への移動が世界に神託されたため、この戦争が原因だと人族全体に大きなショックを与える。これまで同様のことはあり、どう違うのか戸惑いがある。横割りの半楕円形の旧・見放された土地の周囲は結界に守られ、その外円の周辺は「罪人の森（つみびとのもり）」と呼ばれて人は立ち入らなかった。陸からはステングレアの隠密が影から今も防衛している。直線部は海に面している。
そしてこの物語になるが、赤鞘が土地神になり結界は解除され、罪人の森も範囲に入れて「見直された土地」と改名した。この世界では、聖域や神域と呼ばれる土地以外に、神が居る土地はなく、赤鞘のような地域密着型の神が居る発想自体が、これまでなかった。現在、一点に凝縮した魔力の塊を溶かして土地の力の流れを復活させ調整しつつ、精霊樹、世界樹、調停者の樹の精霊樹を埋めて附属精霊を集め育て、三つの社もアグニーから奉納され彼らの畑の育成など基盤を作りつつ、赤鞘がこの土地のあり方を模索しつつさまざま手を加えていく。

## 用語
大量破壊魔法
大地と大気中の魔力を大量に使いほとんどを吸い上げて発動する破壊魔法で、キノセトルは焼け野原になり人も建造物も破壊され港の一部が残っただけである。そして動物も植物も消失した。さらに残った魔力は一点に凝縮した。その後、見放された土地になり100年経過したが、河沿いに魔力枯渇に強く根から多種排除の微量毒を出す草がわずかに点在し生えているだけだった。
ポンクテ
アグニーが農耕する主食の芋だが、親芋のツルから大量に育つムカゴの方がおいしい特性がありムカゴの採取が中心である。酒の原料ともなる。あまりアグニー以外には食べられていないが、見直された土地周辺のアグニーの村で作られて、神域で調停者の樹の加護がかけられ、治癒など様々なご利益と神気がある様子で、今後は需要があると観られている。
アグコッコ
アグニーだけが家畜とする珍獣。外見は、「足の長いカモノハシ」のようで、非常にキモイ。
コッコ村
アグニーたちの村の名前で、後段に集会でディロードから身近なものから取ると助言され命名される。
アンバフォン
アンバレスが地球製に倣って作ったスマートフォンで地図や現在地もわかる。本人と赤鞘、エルトヴァエル、水彦、土彦、風彦に配布され、全ての天使に渡す予定。ただし、太陽神の製作なので、太陽か月の光が当たってる間しか使えず、雲に遮られると停止する。
湖と浮島
見直された土地中央付近にある湖の空中に浮かぶ浮島は、精霊達の住処に魔石の塊で造られたが、赤鞘が土地の管理をするときの中継機も兼ねるよう、赤鞘が魔改造しつつある。湖全体が結界で防護されている。
見直された線、見直された土地駅
アインファーブルの秘密の階段を下りた駅から見直された土地駅までの地下鉄線と地下駅。木材と石材で作られたらしい自走式の客車が走行し、外装に美しい彫刻やガラス細工、内装も座り心地のいい座席に、煌びやかな照明。土彦が工事を指揮し造った。見直された土地駅の周囲の壁には、精霊たちが作った荘厳な彫刻と壁画がいくつもある。

## 既刊一覧

### 小説
- アマラ（著）・乃希（イラスト） 『神様は異世界にお引越ししました』 宝島社、既刊6巻（2016年5月25日現在）
  1. 2014年8月9日発売[4]、ISBN 978-4-8002-3050-8
  2. 2014年11月10日発売[5]、ISBN 978-4-8002-3405-6
  3. 2015年3月9日発売[6]、ISBN 978-4-8002-3856-6
  4. 2015年6月25日発売[7]、ISBN 978-4-8002-4190-0
  5. 2015年10月24日発売[8]、ISBN 978-4-8002-4736-0
  6. 2016年5月25日発売[9]、ISBN 978-4-8002-5510-5

### 漫画
- アマラ（原作）・乃希（キャラクター原案）・夏海真優（作画） 『神様は異世界にお引越ししました』 宝島社〈このマンガがすごい! comics〉、2021年6月14日発売[10][1]、ISBN 978-4-299-01742-0